# Pierre-Édouard Bellemare
Pour les articles homonymes, voir Bellemare.
Pierre-Édouard Bellemare (né le 6 mars 1985 au Blanc-Mesnil en France) est un joueur professionnel français de hockey sur glace. Il évolue au poste d'attaquant. Il est le frère de la gymnaste Rose-Éliandre Bellemare qui participe aux Jeux olympiques d'été de 2008.

## Biographie

### Les premières années
Pierre-Édouard Bellemare nait en banlieue parisienne et commence le hockey sur glace à Montpellier à l'âge de trois ans puis à Nîmes pour ensuite intégrer l'équipe des Castors d'Avignon. Sa famille déménage par la suite en région parisienne et en 1996, il évolue avec l'O.H.C. Viry Essonne avec son frère aîné. Après cinq ans passés avec l'équipe parisienne, il décide de rentrer au centre de formation du Rouen hockey élite 76 en cadet.

### Avec Rouen en élite française

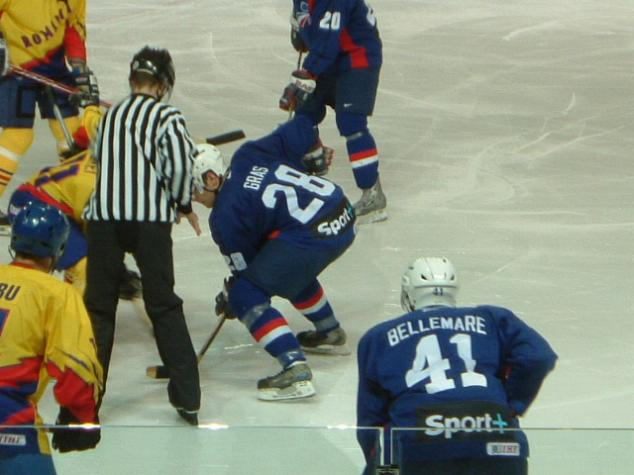
Bellemare (no 41 de dos) avec l'équipe de France lors du tournoi de qualification olympique en 2004.

Lors de la saison 2002-2003, il fait ses premières apparitions en Ligue Magnus avec l'équipe professionnelle en jouant une dizaine de rencontres, inscrivant un point sur une passe décisive, tout en continuant de jouer avec l'équipe junior. Bellemare augmente son temps de jeu avec l'équipe de Super 16 en 2003-2004 en jouant 22 matchs alors que Rouen se classe cinquième de la poule Ouest et doit jouer la poule de maintien appelée poule Nationale. L'équipe parvient à finir en-tête de cette poule Nationale et Bellemare est désigné membre de l'équipe type de cette poule de maintien. La saison n'est pas totalement un échec pour les Dragons de Rouen qui accèdent à la finale de la Coupe de France. Cette dernière se joue à Grenoble contre les Brûleurs de Loups de Grenoble et les visiteurs s'imposent sur le score de 5-1. Avec l'équipe espoir de Rouen, Bellemare est sacré champion de France sans perdre un seul match de toute la saison.
Alors qu'il a déjà évolué avec l'équipe de France en catégorie moins de 18 ans, Bellemare joue le championnat du monde junior au mois de décembre 2003. En fin de saison, il est sélectionné pour le championnat du monde 2004 élite qui se jouent à Prague. Il joue trois rencontres alors que la France finit dernière de la compétition et est reléguée dans la division inférieure.
Bellemare intègre officiellement l'équipe élite 2004-2005 de Rouen. Auteur de 19 points en 28 rencontres au cours de la saison régulière, il remporte le trophée Jean-Pierre-Graff du meilleur espoir de la ligue. Son équipe est la première au classement avec le même nombre de points que les équipes classées juste derrière elle : Tours et Grenoble. Malgré ce classement prometteur, les Dragons perdent en demi-finale contre le futur champion de la Coupe Magnus : les Scorpions de Mulhouse. Rouen parvient à conserver son titre de vainqueur de la Coupe de France et battant en finale les Diables rouges de Briançon sur le score de 4-3, le dernier but étant inscrit sur un tir de pénalités à quelques secondes de la fin du match. Au cours de la saison, il participe au championnat du monde junior où la France évolue en division 1, groupe A. Même si cette dernière se classe quatrième sur six, Bellemare est sacré meilleur attaquant du tournoi avec cinq buts, le meilleur total de la compétition,.
Bellemare joue sa dernière saison avec Rouen en 2005-2006. L'équipe change complètement de visage pour cette nouvelle saison avec le départ de dix titulaires et l'arrivée de nombreux renforts dont Ramón Sopko dans les buts et en attaque Julien Desrosiers, Carl Mallette, Éric Fortier ou encore Marc-André Thinel. Les Rouennais survolent la saison régulière en ne concédant qu'un seul match nul pour 25 succès. Bellemare, auteur de 29 points, se classe 13e meilleur pointeur de la saison alors que les trois premières places sont occupées par ses coéquipiers : Mallette 60 points, Thinel 58 et Fortier 49. La domination de Rouen continue au cours des séries puisque l'équipe remporte la huitième Coupe Magnus de son histoire avec uniquement des victoires tout au long des séries.

### En Suède avec Leksand
À la suite de ce titre de champion de France, Bellemare quitte son pays natal pour aller jouer dans le Allsvenskan, le deuxième échelon suédois. En juin 2006, il signe un contrat d'essai avec Leksands IF. Il commence la saison 2006-2007 avec l'équipe puis finalement en novembre prolonge jusqu'à la fin de la saison. Classée troisième de la saison, son équipe joue les barrages de promotion pour accéder à l'élite mais termine cinquième sur six à l'issue de cette seconde phase de la saison. Auteur de 19 points en 44 rencontres, Bellemare est appelé par la suite pour jouer avec l'équipe nationale qui évolue en division 1 du championnat du monde. Avec deux buts et trois mentions d'assistance, Bellemare aide la France à finir à la première place du groupe A et à accéder à l'élite pour 2008.
L'équipe 2007-2008 de Leksands domine l'Allsvenskan avec la première place au classement, 36 victoires, 2 nuls et 7 défaites en 44 parties disputées. Malgré cette bonne saison régulière, l'équipe ne parvient pas à accrocher la qualification avec une cinquième place et une fiche de 5 victoires et autant de défaites lors de la phase finale. Au cours des Championnats du monde, l'équipe de France perd ses trois matchs lors de la phase de poule et joue le maintien lors d'une série contre l'Italie. Avec deux victoires, la France finit 14e au classement général et se maintient en élite.
En 2008-2009, Bellemare prend une part de plus en plus importante au sein de son équipe et finit meilleur buteur du championnat avec 31 réalisations. Son équipe se classe une nouvelle fois première de la deuxième division mais avec une quatrième place lors de la phase de promotion, Leksand ne se qualifie toujours pas pour l'élite. Au championnat du monde, la France parvient à décrocher une victoire contre l'Allemagne lors des matchs de poule et se classe ainsi troisième du groupe B. Assurés du maintien, les joueurs français ne parviennent pas par la suite à décrocher de nouvelle victoire et finissent douzièmes.

### Double champion avec Skellefteå
L'international français change d'équipe au cours de l'été 2009 et signe un contrat de deux ans avec le Skellefteå AIK qui évolue en élite suédoise, l'Elitserien. 55 rencontres sont jouées par chaque équipe au cours de la saison 2009-2010 et la nouvelle équipe de Bellemare se classe quatrième sur 12. Skellefteå élimine au premier tour des séries Färjestad BK en sept rencontres avant de chuter en demi-finale contre le futur champion de Suède, HV 71. Avec 9 points lors des séries, le joueur français est le deuxième meilleur pointeur de son équipe derrière Johan Forsberg. L'équipe de France se maintient une nouvelle fois en élite à l'issue du championnat du monde 2010 en finissant 14e sur 16.
Skellefteå connaît une belle saison 2010-2011 avec une troisième place et autant de points que les deux équipes finissant devant au classement : HV 71 et Färjestads BK. Bellemerare et les siens éliminent le Linköpings HC en quarts-de-finale alors que le HV 71 se fait éliminer dès cette phase par l'AIK IF. Sept rencontres sont également nécessaires pour voir Skellefteå battre Luleå HF pour accéder à sa première finale depuis 1978. Le club retrouve en finale Färjestads qui est sacré champion avec quatre victoires pour un revers après prolongation.
Le travail de Bellemare est reconnu par son entraîneur Anders Forsberg qui le nomme assistant du capitaine Jimmie Ericsson pour la campagne 2011-2012. En février 2012, Bellemare prolonge pour quatre saisons avec son club qui finit deuxième de la saison régulière derrière le Luleå HF. Au cours des séries, le Skellefteå AIK élimine le MODO Hockey en six matchs puis l'AIK IF en sept matchs pour atteindre la finale. Brynäs IF remporte les trois premiers matchs de la finale mais Bellemare et les siens reviennent dans la série en remportant deux matchs couperets. Brynäs est finalement sacré champion de Suède à la suite d'une dernière victoire 2-0.
Lors de la saison 2012-2013, Bellemare subit de nombreuses blessures qui ne lui permettent de disputer que 29 des 55 matchs de saison régulière ; son équipe finit tout de même à la première place du classement. Skellefteå retrouve dès le premier tour des séries le champion en titre, Brynäs. Au cours du premier match, Bellemare subit une charge de Robin Jacobsson qui le blesse à la mâchoire et le fait manquer plusieurs semaines de compétitions. Skellefteå élimine son adversaire en quatre rencontres et affronte au tour suivant Linköping HC. Bellemare fait son retour au cours du deuxième match avec un casque intégral. Cinq matchs sont nécessaires pour voir la victoire de Bellemare et de ses coéquipiers qui jouent une deuxième finale consécutive, cette fois contre Luleå, troisième formation de la saison régulière et autre équipe du Nord de la Suède. Il ne faut que 4 matchs pour voir Bellemare remporte son premier titre de champion de Suède et mettre la main sur le Trophée Le Mat ; il est le deuxième français à remporter le titre après Sacha Treille en 2009 avec Färjestads. Il s'agit du deuxième titre de l'histoire de son équipe.
Le Skellefteå AIK termine à la première place sa saison 2013-2014 avec 111 points, 9 d'avances sur son dauphin. Au premier tour des séries, le club élimine le HV 71 en cinq rencontres puis fait de même contre Linköpings en demi-finale. Skellefteå joue une nouvelle finale nationale contre la cinquième formation de la saison régulière, Färjestad. Seulement quatre matchs sont nécessaires pour voir Skellefteå conserver son titre de champion de Suède. Bellemare compte 14 points à la fin des séries, un sommet personnel. Le championnat du monde de hockey sur glace 2014 a lieu à Minsk et à la surprise générale, la France bat le Canada lors du premier match 3-2 à la suite d'une séance de tir de fusillade. La victoire est donnée à la suite d'un succès de Bellemare contre le portier canadien, James Reimer. La France finit sa poule avec deux victoires, deux autres en prolongation et trois défaites dont une en prolongation et se classe quatrième du groupe A. Ils sont alors qualifiés pour les quarts-de-finale, un stade rarement atteint par la formation nationale. Le bon championnat du monde de la France s'arrête à ce stade de la compétition alors que l'équipe s'incline 3-0 face à la Russie.

### En LNH

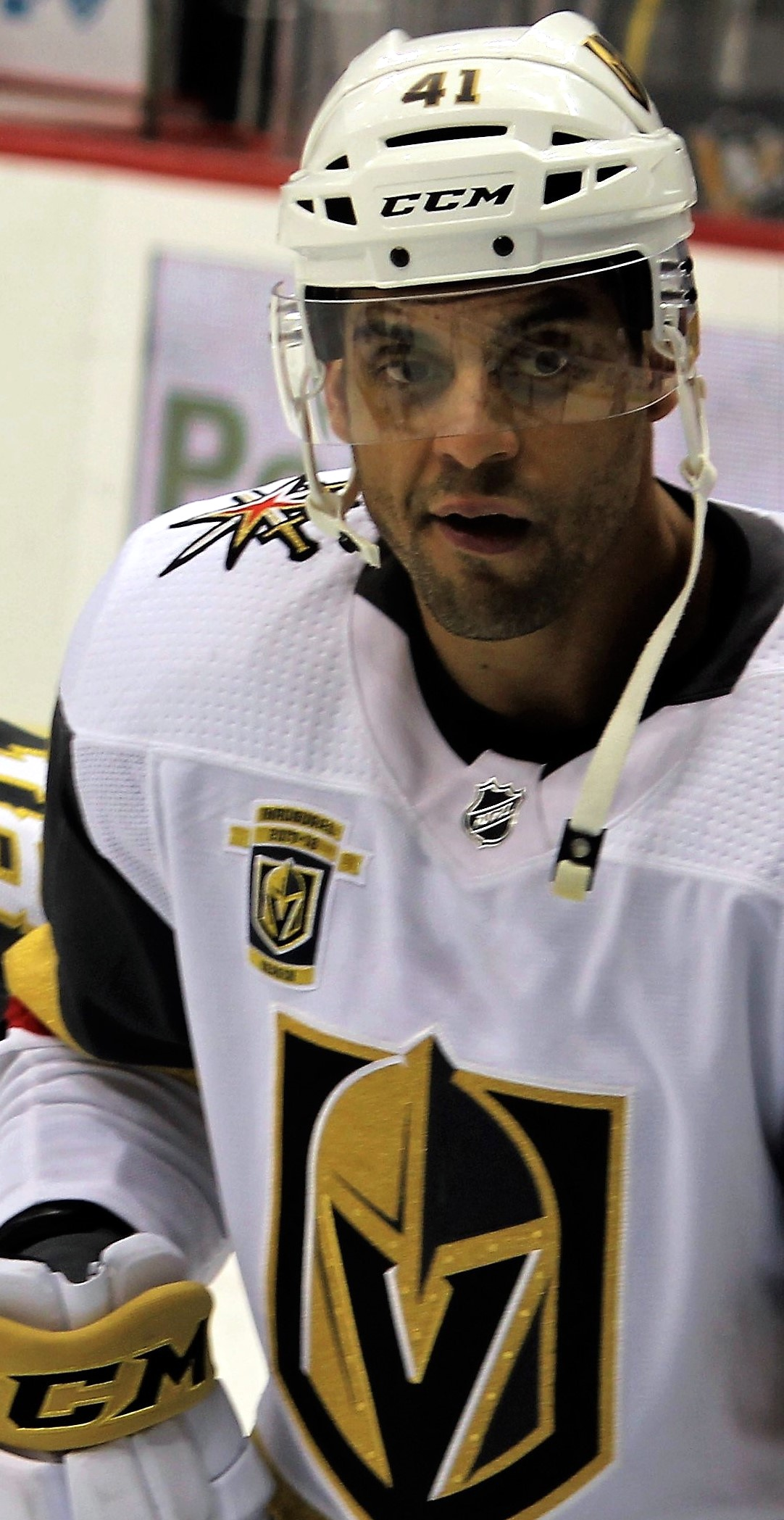
Pierre-Édouard Bellemare avec les Golden Knights de Vegas en 2018.

Après le championnat du monde 2014, deux franchises de la Ligue nationale de hockey lui proposent de faire un essai : les Canadiens de Montréal et les Flyers de Philadelphie. Sa fiancée étant américaine, il décide de signer avec l'équipe de Pennsylvanie en juin 2014. Le 8 octobre 2014, il joue son premier match dans la LNH avec les Flyers chez les Bruins de Boston lors d'une défaite 2-1.
Il est, avec Antoine Roussel, le premier joueur français à en affronter un autre en LNH, le 18 octobre 2014 . Il marque son premier but dans la LNH le 22 octobre 2014 face aux Penguins de Pittsburgh et leur gardien Marc-André Fleury. Le 2 mars 2017, après le départ de Mark Streit échangé au Lightning de Tampa Bay, Bellemare récupère un des postes d'assistant capitaine des Flyers.
Le 21 juin 2017, il est choisi par les Golden Knights de Vegas lors du repêchage d'expansion de la LNH 2017. Des commentateurs considèrent ceci comme une bonne nouvelle pour les Flyers, Pierre-Édouard Bellemare étant qualifié de bon coéquipier, particulièrement utile en infériorité numérique, mais avec de mauvaises statistiques offensives. La première année des Knights est excellente, l'équipe échoue (1-4) en finale de la Coupe Stanley et Pierre-Édouard Bellemare pointe deux fois lors des séries.
Avec le Lightning de Tampa Bay, il s'incline en finale de la Coupe Stanley 2022 face à l'Avalanche du Colorado quatre victoires à deux.
Le 7 juillet 2023, il signe un contrat d'une saison pour le Kraken de Seattle d'une valeur de 775 000 $.

## Statistiques

### Statistiques en club
| Saison     | Équipe                  | Ligue            |     | Saison régulière | Saison régulière | Saison régulière | Saison régulière | Saison régulière |   | Séries éliminatoires | Séries éliminatoires | Séries éliminatoires | Séries éliminatoires | Séries éliminatoires |
| Saison     | Équipe                  | Ligue            | PJ  | B                | A                | Pts              | Pun              | PJ               | B | A                    | Pts                  | Pun                  |                      |                      |
| 2001-2002  | Dragons de Rouen        | Junior           | 20  | 11               | 4                | 15               | 12               | -                | - | -                    | -                    | -                    |                      |                      |
| 2002-2003  | Dragons de Rouen        | Junior           | 19  | 11               | 15               | 26               | 40               | -                | - | -                    | -                    | -                    |                      |                      |
| 2002-2003  | Dragons de Rouen        | Super 16         | 11  | 0                | 1                | 1                | 6                | -                | - | -                    | -                    | -                    |                      |                      |
| 2003-2004  | Dragons de Rouen        | Ligue Magnus     | 22  | 10               | 10               | 20               | 16               | 4                | 1 | 1                    | 2                    | 4                    |                      |                      |
| 2004-2005  | Dragons de Rouen        | Ligue Magnus     | 28  | 4                | 15               | 19               | 20               | 12               | 7 | 5                    | 12                   | 6                    |                      |                      |
| 2005-2006  | Dragons de Rouen        | Ligue Magnus     | 26  | 12               | 17               | 29               | 24               | 9                | 2 | 7                    | 9                    | 6                    |                      |                      |
| 2006-2007  | Leksands IF             | Allsvenskan      | 44  | 8                | 11               | 19               | 24               | 10               | 1 | 0                    | 1                    | 4                    |                      |                      |
| 2007-2008  | Leksands IF             | J20 Superelit    | 2   | 1                | 0                | 1                | 4                | -                | - | -                    | -                    | -                    |                      |                      |
| 2007-2008  | Leksands IF             | Allsvenskan      | 40  | 14               | 15               | 29               | 12               | 10               | 2 | 3                    | 5                    | 4                    |                      |                      |
| 2008-2009  | Leksands IF             | Allsvenskan      | 41  | 31               | 18               | 49               | 113              | -                | - | -                    | -                    | -                    |                      |                      |
| 2009-2010  | Skellefteå AIK          | Elitserien       | 49  | 9                | 5                | 14               | 16               | 12               | 2 | 7                    | 9                    | 8                    |                      |                      |
| 2010-2011  | Skellefteå AIK          | Elitserien       | 53  | 10               | 8                | 18               | 20               | 16               | 1 | 4                    | 5                    | 0                    |                      |                      |
| 2011-2012  | Skellefteå AIK          | Elitserien       | 55  | 19               | 17               | 36               | 40               | 15               | 4 | 8                    | 12                   | 12                   |                      |                      |
| 2012-2013  | Skellefteå AIK          | Elitserien       | 29  | 6                | 16               | 22               | 47               | 9                | 0 | 1                    | 1                    | 2                    |                      |                      |
| 2013-2014  | Skellefteå AIK          | SHL              | 52  | 20               | 15               | 35               | 32               | 14               | 9 | 5                    | 14                   | 6                    |                      |                      |
| 2014-2015  | Flyers de Philadelphie  | LNH              | 81  | 6                | 6                | 12               | 18               | -                | - | -                    | -                    | -                    |                      |                      |
| 2015-2016  | Flyers de Philadelphie  | LNH              | 74  | 7                | 7                | 14               | 27               | 5                | 0 | 1                    | 1                    | 15                   |                      |                      |
| 2016-2017  | Flyers de Philadelphie  | LNH              | 82  | 4                | 4                | 8                | 20               | -                | - | -                    | -                    | -                    |                      |                      |
| 2017-2018  | Golden Knights de Vegas | LNH              | 72  | 6                | 10               | 16               | 14               | 20               | 0 | 3                    | 3                    | 14                   |                      |                      |
| 2018-2019  | Golden Knights de Vegas | LNH              | 76  | 6                | 9                | 15               | 6                | 6                | 0 | 0                    | 0                    | 2                    |                      |                      |
| 2019-2020  | Avalanche du Colorado   | LNH              | 69  | 9                | 13               | 22               | 17               | 15               | 2 | 1                    | 3                    | 6                    |                      |                      |
| 2020-2021  | Avalanche du Colorado   | LNH              | 53  | 9                | 2                | 11               | 21               | 10               | 0 | 3                    | 3                    | 0                    |                      |                      |
| 2021-2022  | Lightning de Tampa Bay  | LNH              | 80  | 9                | 11               | 20               | 19               | 23               | 2 | 1                    | 3                    | 6                    |                      |                      |
| 2022-2023  | Lightning de Tampa Bay  | LNH              | 73  | 4                | 9                | 13               | 34               | 6                | 1 | 1                    | 2                    | 0                    |                      |                      |
| 2023-2024  | Kraken de Seattle       | LNH              | 40  | 4                | 3                | 7                | 6                | -                | - | -                    | -                    | -                    |                      |                      |
| 2024-2025  | HC Ajoie                | NL               | 34  | 10               | 18               | 28               | 6                | 6                | 2 | 3                    | 5                    | 2                    |                      |                      |
| 2024-2025  | HC Ajoie                | NL Qualification | -   | -                | -                | -                | -                | 5                | 1 | 5                    | 6                    | 0                    |                      |                      |
| Totaux LNH | Totaux LNH              | Totaux LNH       | 700 | 64               | 74               | 138              | 182              | 85               | 5 | 10                   | 15                   | 43                   |                      |                      |

### Statistiques en équipe nationale
| Année | Équipe          | Compétition                  |   | PJ | B | A  | Pts | Pun | +/-                                     |  | Résultat |
| 2002  | France -18 ans  | Championnat du monde -18 ans | 5 | 6  | 4 | 10 | 4   | +16 | 1re place de la division 2              |  |          |
| 2003  | France -18 ans  | Championnat du monde -18 ans | 4 | 3  | 1 | 4  | 29  | +3  | 4e place de la division 1, groupe B     |  |          |
| 2004  | France - 20 ans | Championnat du monde junior  | 5 | 0  | 0 | 0  | 6   |     | 3e place de la division 1, groupe B     |  |          |
| 2004  | France          | Championnat du monde         | 3 | 0  | 0 | 0  | 2   | -1  | 16e place                               |  |          |
| 2005  | France -20 ans  | Championnat du monde junior  | 5 | 5  | 1 | 6  | 18  | -1  | 4e place de la division 1, groupe A     |  |          |
| 2005  | France          | Qualification olympique      | 6 | 1  | 2 | 3  | 6   |     | Non qualifié                            |  |          |
| 2005  | France          | Championnat du monde D1      | 5 | 1  | 0 | 1  | 0   | -1  | 20e place (2e de division 1, groupe A)  |  |          |
| 2007  | France          | Championnat du monde D1      | 5 | 2  | 3 | 5  | 2   | +3  | 18e place (1er de division 1, groupe A) |  |          |
| 2008  | France          | Championnat du monde         | 5 | 0  | 0 | 0  | 18  | -3  | 14e place                               |  |          |
| 2009  | France          | Qualification olympique      | 3 | 1  | 1 | 2  | 0   | 0   | Non qualifié                            |  |          |
| 2009  | France          | Championnat du monde         | 6 | 2  | 1 | 3  | 2   | -4  | 12e place                               |  |          |
| 2010  | France          | Championnat du monde         | 6 | 1  | 2 | 3  | 4   | 0   | 14e place                               |  |          |
| 2011  | France          | Championnat du monde         | 6 | 1  | 1 | 2  | 2   | -2  | 12e place                               |  |          |
| 2012  | France          | Championnat du monde         | 5 | 2  | 4 | 6  | 4   | +2  | 9e place                                |  |          |
| 2013  | France          | Championnat du monde         | 7 | 1  | 3 | 4  | 0   | +1  | 13e place                               |  |          |
| 2014  | France          | Championnat du monde         | 8 | 3  | 5 | 8  | 6   | +6  | 8e place                                |  |          |
| 2016  | France          | Championnat du monde         | 7 | 1  | 3 | 4  | 0   | -3  | 14e place                               |  |          |
| 2016  | France          | Qualification olympique      | 3 | 0  | 1 | 1  | 2   | +2  | Non qualifié                            |  |          |
| 2016  | Europe          | Coupe du monde               | 6 | 1  | 1 | 2  | 4   | 0   | Finaliste                               |  |          |
| 2017  | France          | Championnat du monde         | 7 | 2  | 2 | 4  | 4   | +4  | 9e place                                |  |          |

## Trophées et honneurs personnels
- 2003-2004 :

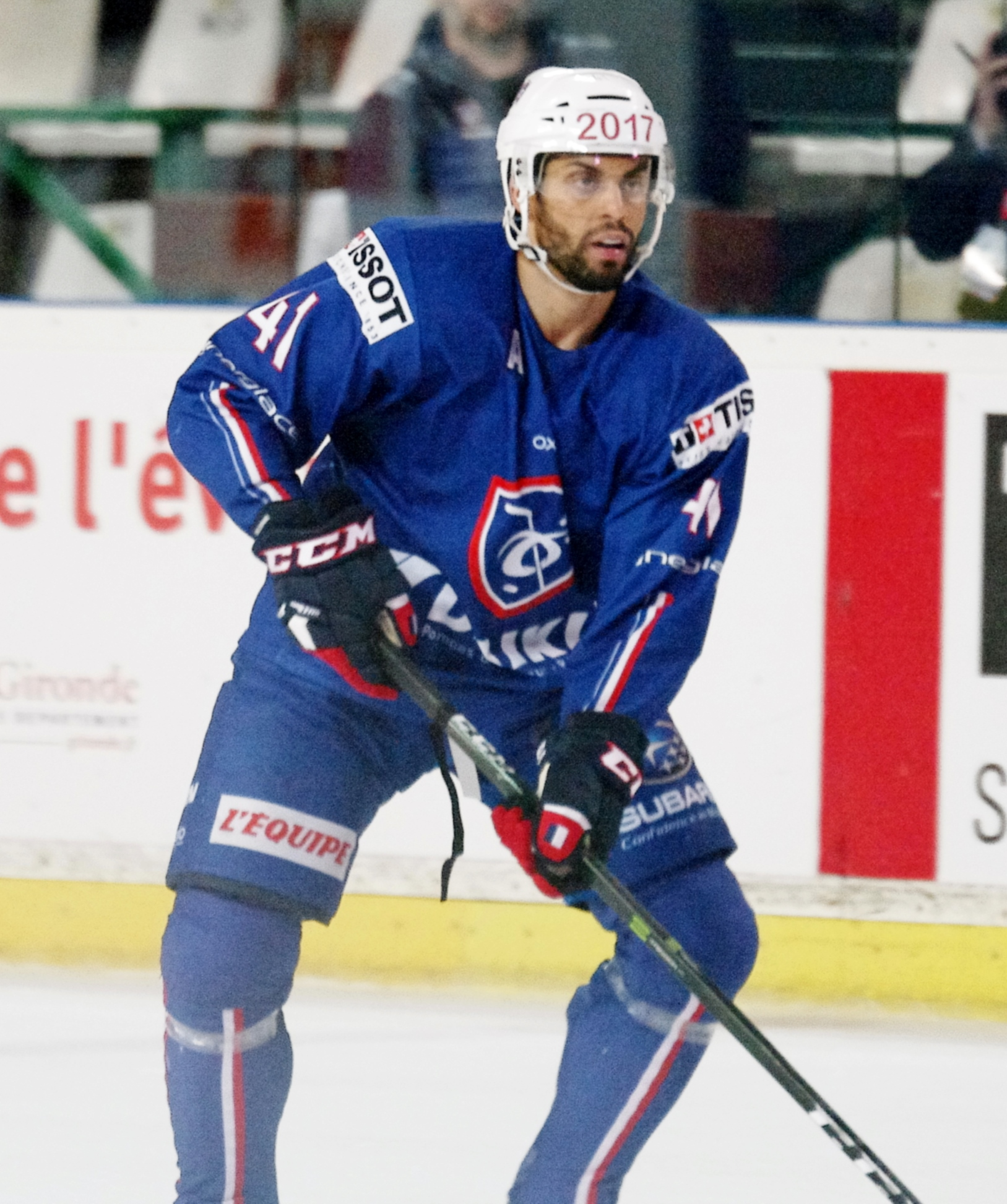
Bellemare avec l'équipe de France en 2017.

  - champion de France espoirs avec Rouen
  - vainqueur de la Coupe de France avec Rouen
- 2004-2005 : 
  - Ligue Magnus
    - remporte le trophée Jean-Pierre-Graff du meilleur espoir
    - nommé dans la deuxième équipe type des séries

  - vainqueur de la Coupe de France avec Rouen
  - Championnat du monde monde junior, division 1A
    - meilleur buteur
    - meilleur attaquant
- 2005-2006 : champion de France avec Rouen
- 2008-2009 : meilleur buteur de la saison régulière en Allsvenskan
- 2011-2012 : meilleur buteur de la saison régulière en infériorité numérique (cinq buts) en Elitserien
- 2012-2013 : champion de Suède avec Skellefteå
- 2013-2014 : champion de Suède avec Skellefteå